# Nacht van Oranje
De Nacht van Oranje is een Nederlandstalig muziekevenement dat sinds 1993 jaarlijks in Ahoy Rotterdam gehouden wordt. Het vindt traditioneel plaats op de vooravond van Koninginnedag (29 april) en na de troonswisseling in 2013 de avond voor Koningsdag, (26 april), tenzij deze feestdagen op zondag vallen en daarom een dag eerder worden gevierd; dan schuift de Nacht van Oranje mee. In 2020 vindt het evenement eenmalig plaats op 13 juni. Deze wijziging is doorgevoerd in verband met het Eurovisiesongfestival dat dit jaar in Ahoy gehouden wordt. 13 juni is tevens de vooravond van het EK voetbal.
De Nacht van Oranje staat te boek als een muziekevenement waar het publiek volledig in het oranje uitgedost de officiële verjaardag van koningin Beatrix, later koning Willem-Alexander, inluidt. Elk jaar laten artiesten uit het volkse muziekgenre, onder begeleiding van orkestbanden hun grootste Nederlandstalige hits horen. In 2010, 2011 en 2012 is geëxperimenteerd met mini-concerten en live-begeleiding. Vanaf 2013 kan men meezingen met behulp van karaoke-teksten op grote schermen en worden door Bekende Nederlanders ook medleys van bekende feestmuziek van Nederlandse bodem ten gehore gebracht, enigszins vergelijkbaar met de Toppers-concerten in Amsterdam. 
Op de eerste editie stonden artiesten als André Hazes sr., Corry Konings en Bonnie St. Claire in het Sportpaleis van Ahoy. Deze start van een Hollandse traditie werd bezocht door een kleine 3000 gasten. Over de jaren heen is dit aantal gegroeid naar meer dan 10.000 bezoekers. De artiesten die al zijn aangekondigd voor de editie van 2020 waren Snollebollekes, Wolter Kroes, Jan Smit. Het Feestteam, Lee Towers, Alpen Zusjes, Lawineboys, Gebroeders Ko, Alex en René Schuurmans. Deze editie en ook de edities van 2021 en 2022 moesten worden afgelast vanwege de coronapandemie die in 2020 uitbrak. In 2020 en 2021 lag Nederland rond Koningsdag volledig stil en in 2022 kwamen de versoepelingen te laat om een volwaardige editie te kunnen realiseren. In 2023 keerde het evenement weer terug. In 2024 is er net als in 2020, 2021 en 2022 geen Nacht van Oranje, ditmaal omdat vanwege financiële problemen als gevolg van de coronacrisis met als gevolg dat veel evenementen in Rotterdam dat jaar werden afgelast.

## Eerdere edities
1993André Hazes sr., Arie Ribbens, Bonnie St. Claire, Cock van der Palm, Corry Konings, De Deurzakkers, Hanny, Harry Slinger, De Havenzangers, Henk Wijngaard, Lee Towers, Pierre Kartner en Ria Valk
1994André Hazes sr., Arie Ribbens, Benny Neyman, Cock van der Palm, Corry Konings, De Deurzakkers, De Havenzangers, Hanny, Harry Slinger, Imca Marina, Lee Towers, Marianne Weber en Pierre Kartner.
1995André Hazes sr., Arie Ribbens, Benny Neyman, Cock van der Palm, Corry Konings, De Deurzakkers, De Havenzangers, De Vrijbuiters, Hanny, Harry Slinger, Hermes House Band, Imca Marina, Lee Towers, Marco Borsato, Marianne Weber en Pierre Kartner.
1996André Hazes sr., Arie Ribbens, Benny Neyman, Bert Heerink, Cock van der Palm, Corry Konings, De Deurzakkers, De Havenzangers, Frans Bauer, Guus Meeuwis, Hanny, Harry Slinger, Imca Marina, Koos Alberts, Lee Towers, Marco Borsato, Marianne Weber, Pierre Kartner en Sugar Lee Hooper.
1997André Hazes sr., Arie Ribbens, Corry Konings, De Deurzakkers, De Havenzangers, De Sjonnies, Dennis, Frans Bauer, Gerard Joling, Guus Meeuwis, Hanny, Harry Slinger, Imca Marina, John van Krimpen, Koos Alberts, Lee Towers, Lou Prince, Maria, Marianne Weber, Maurice Kroon, Pater Moeskroen, Pierre Kartner, Robert Halewijn en Sugar Lee Hooper.
1998Arie Ribbens, B.E.D., Benny Neyman, Corry Konings, De Deurzakkers, De Havenzangers, De Sjonnies, Guus Meeuwis, Hanny, Koos Alberts, Lee Towers, Marianne Weber, Maurice Kroon, One Two Trio en Robert Leroy.
1999Alle 5, Andy de Wit, Arie Ribbens, Arne Janssen, Benny Neyman, Corry Konings, De Deurzakkers, De Havenzangers, De Sjonnies, Eric Dikeb, Gebroeders Ko, Gerard Joling, Gordon, Guus Meeuwis, Hanny, Harry Slinger, John van Krimpen, Koos Alberts, Lee Towers, Pierre Kartner, Robert Leroy en Wolter Kroes.
2000Arie Ribbens, Arne Janssen, Bonnie St. Claire, City to City, Corry Konings, Dario, De Boswachters, De Deurzakkers, De Havenzangers, De Jongens van de Dijk, De Sjonnies, Dries Roelvink, Guus Meeuwis, Jan Smit, Lee Towers, Mick Harren, Normaal, Patrick!, Pierre Kartner, Sugar Lee Hooper, Edwin van Hoevelaak en Wolter Kroes.
Presentatie: Albert West
2001André Hazes sr., Arie Ribbens, Arne Janssen, Charlène, Dario, De Boswachters, De Deurzakkers, De Havenzangers, De Sjonnies, De Zware Jongens, Dennie Christian, Grad Damen, Guus Meeuwis, Jody Bernal, Jop, Koos Alberts, Lee Towers, Mick Harren, One Two Trio, Pierre Kartner, Sugar Lee Hooper en Wolter Kroes.
Presentatie: Albert West
2002Alex, Arie Ribbens, Cooldown Café, Corry Konings, De Boswachters, De Deurzakkers, De Havenzangers, De Sjonnies, Dennie Christian, Frans Bauer, Gerard Joling, Grad Damen, Henk Damen, Huub Hangop, Jody Bernal, Johan Heuser, Lee Towers, One Two Trio, Pierre Kartner, Sugar Lee Hooper en Wolter Kroes.
Presentatie: Albert West
2003Alex, Altijd Lazerus, Arie Ribbens, Bad Boys, Chris de Roo, Cooldown Café, De Boswachters, De Deurzakkers, De Havenzangers, De Sjonnies, Gerard Joling, Grad Damen, Hans Kraay jr., Henk Damen, Imca Marina, Jacques Herb, Koos Alberts, Lee Towers, Marc en Dave, One Two Trio, Pierre Kartner, Renée de Haan, Rowwen Hèze, Sugar Lee Hooper, Traffasi en Wolter Kroes.
Presentatie: Albert West
2004Alex, Arie Ribbens, Ben Cramer, Corry Konings, De Deurzakkers, De Havenzangers, De Sjonnies, Gebroeders Ko, Guus Meeuwis, Harry Slinger, Henk Damen, Jacques Herb, Jan van Est, Lee Towers, One Two Trio, Peter Koelewijn, Pierre Kartner, Renée de Haan, Rob Ronalds, Sugar Lee Hooper en Wolter Kroes.
Presentatie: Albert West
2005Albert West, Alex, Arie Ribbens, Bonnie St. Claire, Corry Konings, De Deurzakkers, De Havenzangers, De Sjonnies, Frank van Etten, Frans Bauer, Gerard Joling, Henk Wijngaard, Jacques Herb, Jannes, Koos Alberts, Lee Towers, Lesley Williams, One Two Trio, Pierre Kartner en Wolter Kroes.
Presentatie: Albert West
2006Alex, Arie Ribbens, De Deurzakkers, De Havenzangers, De Sjonnies, DJ Andries, Frank van Etten, George Baker, Gerard Joling, Grad Damen, Hanny, Jacques Herb, Jan Keizer, Jan Smit, Lee Towers, Lesley Williams, One Two Trio, Pierre Kartner, René Schuurmans, Tony Willé en Wolter Kroes.
Presentatie: Albert West
2007Albert West, Alderliefste, Alex, Charlene, Dario, De Deurzakkers, De Havenzangers, De Sjonnies, DJ Andries, Frank van Etten, Gebroeders Ko, Grad Damen, Hanny, Henk Damen, Het Feestteam, Jacques Herb, Jannes, Lee Towers, Lesley Williams, One Two Trio, Peter Koelewijn, Ria Valk, Rob van Daal, Robert Leroy, Sugar Lee Hooper, Thomas Berge, Vulcano en Wolter Kroes.
Presentatie: Albert West
2008Albert West, Alex, Antje Monteiro, Bastiaan Ragas, Ben Cramer, Danny Nicolay, Dario, De Deurzakkers, De Sjonnies, DJ Andries, Dutch Diva's, Edwin, Frank van Etten, Frans Bauer, Happy Hour Crew, Henk Damen, Imca Marina, Jacques Herb, Jannes, Jeroen van der Boom, Laura Lynn, Lee Towers, Leenderd, Lesley Williams, Maggie MacNeal, Marga Bult, One Two Trio, Quincy Smolders, Renée de Haan, Rob van Daal, Robert Leroy, Rocky, Ronnie van Bemmel, Stef Ekkel, Thomas Berge, Vinzzent, Willem Mulder en Wolter Kroes.
Presentatie: Albert West
20093JS, Albert West, Alex, Antje Monteiro, Arie Ribbens, Bonnie St. Claire, Danny Nicolay, Dario, De Deurzakkers, De Sjonnies, DJ Andries, Frank van Etten, Henk Damen, Jan Smit, Jannes, Jeroen van der Boom, Jettie Pallettie, Lee Towers, Lesley Williams, One Two Trio, Patrick!, Peter Beense, Robert Leroy, Ronnie van Bemmel, Wesley Bronkhorst, Willem Mulder en Wolter Kroes.
Presentatie: Albert West
2010Wegens de verbouwing van Sportpaleis Ahoy is deze editie gehouden in het Ahoy Theater.
Albert West, Anita Meyer, De Deurzakkers, Die Twa, DJ Andries, Django Wagner, Dries Roelvink, Frans Duijts, Gebroeders Ko, Imca Marina, Jan Smit, Jannes, Lee Towers, Lesley Williams, Nick en Simon, One Two Trio, Ronnie Ruysdael, Sieneke, Thomas Berge en Wolter Kroes.
Presentatie: Albert West
2011Albert West, DJ Andries, Frans Bauer, Frans Duijts, Gebroeders Ko, Grad Damen, Helemaal Hollands, Het Feestteam, Jan Leliveld, Jan Smit, Lee Towers, Marianne Weber, Monique Smit, Peter Beense, The Burberry's, Thomas Berge, Tim Douwsma, Vinzzent, Wesley Klein en Wolter Kroes.
Presentatie: Albert West
2012Albert West, Barry Badpak, Danny Froger, DJ Andries, Frans Duijts, Het Feestteam, Jannes, Johan Heuser, Lee Towers, Marianne Weber, Medley de Jantjes, Nick en Simon, René Schuurmans, Sam Gooris, Sieneke, Susanna Veldmeijer en Wolter Kroes.
Presentatie: Albert West
2013Bonnie St. Claire, Danny Froger, Danny Nicolay, DJ Andries, Django Wagner, Factor 12, Frans Bauer, Frans Duijts, Gebroeders Ko, Gerard Joling, Het Feestteam, Lee Towers, René Schuurmans, Stef Ekkel, Wesley Klein en Wolter Kroes.
Presentatie: Nick Nielsen
2014De Deurzakkers, Django Wagner, Factor 12, Gebroeders Ko, GENTS (Danny Froger, Danny Nicolay, Wesley Klein), Het Feestteam, Jan Smit, Jannes, Koos Alberts, Lee Towers, René Froger, René Schuurmans, Ruth Jacott en Wolter Kroes.
Presentatie: Nick Nielsen
2015Bonnie St. Claire, Danny de Munk, Django Wagner, Factor 12, Frans Duijts, Glennis Grace, Henk Bernard, Het Feestteam, Gebroeders Ko, GENTS, Lee Towers, René Schuurmans, Snollebollekes, Thomas Berge en Wolter Kroes.
Presentatie: Nick Nielsen
2016Anita Meijer, Django Wagner, Factor 12, Gebroeders Ko, GENTS, Het Feestteam, Jeroen van der Boom, John de Bever,Lange Frans, Lee Towers, Marianne Weber, René Schuurmans, Snollebollekes, Tino Martin en Wolter Kroes.
Presentatie: Nick Nielsen
2017Alex, André Hazes jr., Het Feestteam, Frans Bauer, Gebroeders Ko, GENTS, Jannes, John West, Lange Frans, Lee Towers, René Karst, René Schuurmans, Snollebollekes, Stef Ekkel, Vengaboys, Wolter Kroes en Xander de Buisonjé.
Presentatie: Niels Houtepen
20182Unlimited, André Hazes jr., Corry Konings, Dennie Christian, Gebroeders Ko, GENTS, Het Feestteam, Factor 12, John West, Lawineboys, Lee Towers, René Schuurmans, Rob de Nijs, Snollebollekes en Wolter Kroes.
Presentatie: Niels Houtepen
2019Django Wagner, Marga Bult, Esther & Anita 'Just a little bit more', John West, Samantha Steenwijk, René Schuurmans, Alex, De Alpenzusjes, Snollebollekes, Danny de Munk, GENTS, Pater Moeskroen, Gerard Joling, Gebroeders Ko, Het Feestteam en Lee Towers.
Presentatie: Niels Houtepen